# Koutiala (krets)
Koutiala Cercle är en krets i Mali.   Den ligger i regionen Sikasso, i den södra delen av landet, 260 km öster om huvudstaden Bamako. Antalet invånare är 575 253. Arean är 8 740 kvadratkilometer.
Terrängen i Koutiala Cercle är huvudsakligen platt.
Huvudort är staden Koutiala, dessutom finns följande samhällen i Koutiala Cercle:
- Ntossoni